# 維利涅 (塔魯季涅區)
45°59′10″N 29°2′49″E / 45.98611°N 29.04694°E
維利內（烏克蘭語：Вільне）是位於烏克蘭西南部的村莊，由敖德萨州博爾赫拉德區的塔魯蒂內市鎮負責管轄。該村始建於1685年，面積2.76平方公里，海拔高度53米，2001年人口1,685，人口密度每平方公里610.51人。